# جون ر. غولدزبوروغ
جون ر. غولدزبوروغ (بالإنجليزية: John R. Goldsborough)‏ هو ضابط أمريكي، ولد في 2 يوليو 1809 في واشنطن العاصمة في الولايات المتحدة، وتوفي في 22 يونيو 1877 في فيلادلفيا في الولايات المتحدة.